# يوم أون سو الجيد
يوم أون-سو الجيد (بالكورية: 은수좋은날) مسلسل تلفزيوني كوري جنوبي قادم، بطولة لي يونغ-اي، كيم يونغ كوانغ، من المقرر عرضه على قناة كي بي إس 2 في 20 سبتمبر، 2025، وسيبث فترة السبت والأحد الساعة 09:20 (KST).

## القصة
تدور أحداث المسلسل حول ربة منزل عادية تدعى كانج أون سو، التي تلجأ إلى الجريمة من خلال بيع المخدرات تساوي مئات المليارات وون والتي تجدها بالصدفة أثناء محاولتها دفع تكاليف علاج زوجها المريض في المرحلة الاخيرة من المرض.

## طاقم
- لي يونغ أي في دور اون سو: أم عزباء عادية[2]
- كيم يونج كوانج في دور لي كيونغ: استاذ الفنون، وهو شخص غامض الهوية.[2]
- بارك يونغ-وو في دور تاي غو: المحقق الذي يطارد اون سو[2]

### آخروون
- باي سو بين في دور بارك دو-جين[3]
- جو يون هي في دور يانغ مي يون[3]
- هوانج جاي يول في دور المحقق بارك[3]
- دو سانغ-وو في دور كانغ هوي ريم[3]
- وون هيون جون في دور دو كيو مان[3]
- أوه يون آه في دور بايك يو جو[3]
- كيم دونج وون في دور لي هيوك[3]
- لي كيو سونغ في دور هوانغ دونغ هيون[3]
- كيم سي آ في دور بارك سو آه[3]
- كوون جي وو في دور تشوي كيونغ دو[3]
- سون بو سيونغ في دور هوانغ جون هيون[3]

## الإنتاج
المسلسل من إخراج سونغ هيون-ووك، وكتابة جون يونغ شين، الذي شارك في كتابة مسلسل "أرغون" (2017) و"الأكاذيب الضمنية" (2018). ومن إنتاج بارام بيكتشرز واستوديو سلينغشوت بتنسيق مع قسم الدراما KBS.
وفقا لصحيفة "تن اسيا" انه هذا العمل سيكون أكبر تكلفة انتاجية مقارنة مع دراما الاربعاء والخميس لقناة KBS.

## روابط خارجية
- يوم أون سو الجيد على موقع IMDb (الإنجليزية)
- يوم أون سو الجيد على هانسينما